# Tikoiwuti Dorsa
Tikoiwuti Dorsa zijn lage heuvelruggen op de planeet Venus. De Tikoiwuti Dorsa werden in 1997 genoemd naar Tikoiwuti, godin van de duisternis in de Hopimythologie.
De richels hebben een lengte van 1000 kilometer en bevinden zich in het quadrangle Pandrosos Dorsa (V-5).